# Elecciones presidenciales de Estados Unidos de 1900
Las elecciones presidenciales de los Estados Unidos de 1900 fue una revancha de las elecciones de 1896 entre el presidente republicano William McKinley y su rival demócrata, William Jennings Bryan. La prosperidad económica y la reciente victoria en la Guerra hispano-estadounidense ayudó a McKinley para obtener una victoria decisiva. El presidente McKinley eligió al gobernador de Nueva York Theodore Roosevelt como su compañero de fórmula (el vicepresidente Garret Hobart había muerto de insuficiencia cardíaca en 1899). William Jennings Bryan eligió como compañero de fórmula al exvicepresidente Adlai E. Stevenson.